# 太平洋群岛托管地护照

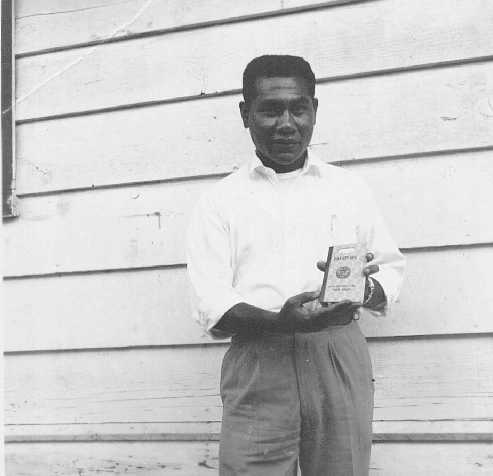
来自土鲁克环礁的Ngas Kansou博士是1959年签发的第一本托管地护照的持有人。

太平洋群岛托管地护照（英语：Trust Territory passport）是美国受联合国委托对太平洋群岛托管地管理时，向当地居民发出的护照。最后一块被托管地帕劳独立后，太平洋群岛托管地宣告解散，该护照也不再签发；已成为独立国家的各个原托管地如今以主权国家名义签发自己的护照。根据香港入境事务处的网页，该护照持有人可免签证入境香港，以访客身份逗留不超过十四日。